# Ulf Thorgilsson
Ulf Thorgilsson (gestorven: Roskilde, 1026) was een Deense jarl en was de vader van koning Sven II van Denemarken.

## Biografie
Ulf Thorgilsson was een zoon van Thorgil Sprakaleg. Hij vergezelde in 1015-1016 Knoet de Grote tijdens diens expeditie naar Engeland. Omstreeks die tijd trouwde hij ook met de zus van Knoet Estrid Svendsdatter. Ulf werd door Knoet benoemd tot jarl van Denemarken waar hij regeerde in tijden van absentie van Knoet. Tijdens de afwezigheid van Knoet vielen de koningen Anund Jacob en Olaf II van Noorwegen Denemarken binnen en daarop verklaarde Ulf Hardeknoet, de minderjarige zoon van Knoet, tot de nieuwe koning van Denemarken, waarmee Ulf de feitelijke heerser van Denemarken werd. In 1024 keerde Knoet terug naar Denemarken en versloeg met behulp van Ulf de Noren en de Zweden in de Slag bij de Helgeå. Hij kwam echter ook achter het verraad van Ulf en hierop werd Ulf tijdens de kerst van 1026 vermoord door een húskarl in opdracht van de koning.